# Eremitis
Eremitis Doll é um género botânico pertencente à família Poaceae, subfamília Bambusoideae, tribo Olyreae.
O gênero apresenta 2 espécies. Ocorrem na América do Sul.

## Espécies
- Eremitis monothalamia Döll
- Eremitis parviflora (Trin.) C.E.Calderon & Soderstr.